# Rudno Trzecie
Rudno Trzecie – wieś w Polsce położona w województwie lubelskim, w powiecie parczewskim, w gminie Milanów.
Leży przy drodze wojewódzkiej nr  .
Do 2023 roku miejscowość była częścią wsi Rudno.